# Batasio sharavatiensis
Batasio sharavatiensis es una especie de pez de la familia Bagridae en el orden de los Siluriformes.

## Morfología
Los machos pueden llegar alcanzar los 10,7 cm de longitud total.

## Distribución geográfica
Se encuentra en el río Sharavati (Karnataka, India ).